# العباسة
قرية العباسة هي إحدى القرى التابعة لمركز أبوحماد في محافظة الشرقية في جمهورية مصر العربية. حسب إحصاءات سنة 2006، بلغ إجمالي السكان في العباسة 7788 نسمة، منهم 3997 رجل و3791 امرأة.

## تاريخ القرية
تعد العباسة من القرى المصرية القديمة حيث تأسست القرية في وادٍ على حدود المناطق المأهولة المصرية وقتئذ من جهة الشام في الموضع الذي أقامت فيه الأميرة العباسة بنت أحمد بن طولون قصرًا لوداع ابنة أخيها قطر الندى بنت خمارويه بن أحمد بن طولون التي كانت ستسافر إلى بغداد لتُزف إلى الخليفة العباسي المعتضد بالله.